# Levant (Schiff)
Die Levant, auch HMS Levant, war ein 22-Kanonen-Kriegsschiff der britischen Marine das 1813 im englischen Chester gebaut wurde. Sie war eines von fünf Kriegsschiffen der Royal Navy, die im Britisch-Amerikanischen Krieg von der schweren Fregatte Constitution erobert beziehungsweise zerstört wurden.

## Geschichte
Die Levant wurde als eines von sechzehn Schiffen der Cyrus-Klasse gebaut. Der Entwurf des Surveyors William Rule basierte auf den Linien der französischen Prise Bonne Citoyenne, war dieser gegenüber jedoch deutlich verkleinert. Konstruktiv waren diese Fahrzeuge vollgetakelte Glattdecker. Sie waren bis 1817 als Schiffe 6. Ranges klassifiziert, danach als Sloops. Der Stapellauf der Levant erfolgte im Dezember 1813. Die Bewaffnung des Schiffs wird in der Literatur unterschiedlich mit 20, 21 und 22 Geschützen angegeben.
Der erste Kommandant der Levant war Alexander Jones, der am 28. April 1814 von George Douglass abgelöst wurde. Unter seinem Kommando unternahm das Schiff eine ausgedehnte Reise, die es von England nach Québec und von dort nach Gibraltar führte.
Die Levant wurde am 20. Februar 1815 gemeinsam mit der leichten Fregatte HMS Cyane 180 Seemeilen nordöstlich von Madeira von der USS Constitution angegriffen. Zu diesem Zeitpunkt eskortierten die beiden Schiffe zwei Konvois. Die Constitution war eine der drei amerikanischen „Superfregatten“, die aufgrund ihrer Erfolge gegen Schiffe der Royal Navy auf Befehl der britischen Admiralität nicht von offensichtlich unterlegenen Einheiten angegriffen werden durften. Die Briten wollten jedoch die Zerstörung der von ihnen zu schützenden Schiffe verhindern und stellten sich trotzdem zum Kampf. Durch die größere Reichweite ihrer 24-Pfünder-Kanonen hatte die Constitution einen entscheidenden Vorteil. Cyane und Levant wurden bereits durch einige Salven der Constitution getroffen, bevor sie ihre eigenen Geschütze, Karronaden zwar großen Kalibers, aber geringer Reichweite, überhaupt zum Tragen bringen konnten. Durch ein geschicktes Manöver konnte die Constitution zudem den zumindest theoretischen 2:1-Vorteil der britischen Schiffe neutralisieren und gleichzeitig mit Steuerbord- und Backbordbatterie feuern. Dabei wurde die Levant schwer beschädigt und zog sich für Reparaturen zurück. Als diese abgeschlossen waren, kehrte sie zum Schauplatz des Gefechts zurück, wo Captain Douglass jedoch die Kapitulation der Cyane zu Kenntnis nehmen musste. Dennoch stellte sich Douglass mit seinem weit unterlegenen Schiff dem Kampf mit den Amerikanern, der jedoch nach zwei Breitseiten der Constitution vorbei war. Von der Besatzung der Levant von 115 Mann und 16 Schiffsjungen wurden sechs getötet und dreizehn verwundet.
Die Levant wurde, wie zuvor die Cyane, eine amerikanische Prise. Nach den nötigsten Reparaturen nahmen die drei Schiffe Kurs auf die Kapverdischen Inseln. Dort wurden sie am 12. März von den britischen großen Fregatten Acasta, Leander und Newcastle überrascht. Constitution und Cyane konnten fliehen, die Levant wurde von den Briten zurückerobert. Den Amerikanern wurde seitens der portugiesischen Regierung eine Entschädigung für die Levant ausbezahlt, da Portugal als neutrale Macht den britischen Angriff auf die Constitution und ihre Prisen in ihren (damaligen) Gewässern nicht verhindern konnte.
Im Juni 1815 mussten sich Offiziere und Mannschaften von Cyane und Levant in Halifax an Bord der Akbar wegen des Verlusts der Schiffe verantworten. Mit Ausnahme dreier Seeleute, die zu den Amerikanern übergelaufen waren, wurden sie ehrenhaft von der Schuld an der Niederlage freigesprochen. Ab Juni 1815 wurde die Levant von John Sheridan kommandiert. Im November des Jahres wurde sie in Chatham aufgelegt und schließlich 1820 abgewrackt.